# Nasi (famiglia fiorentina)

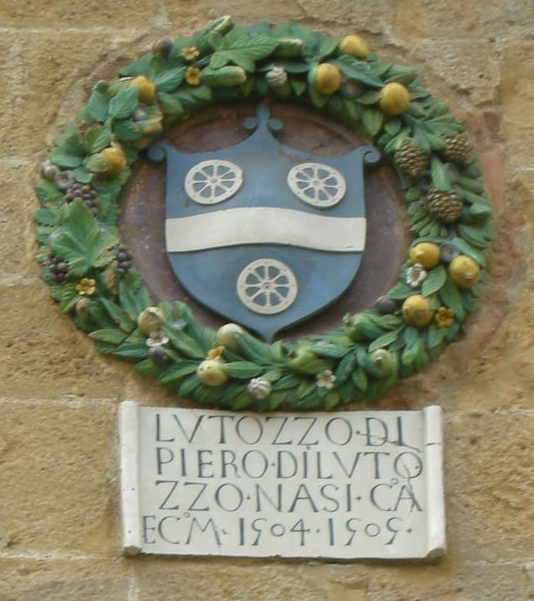
Stemma Nasi sul palazzo dei Priori di Volterra

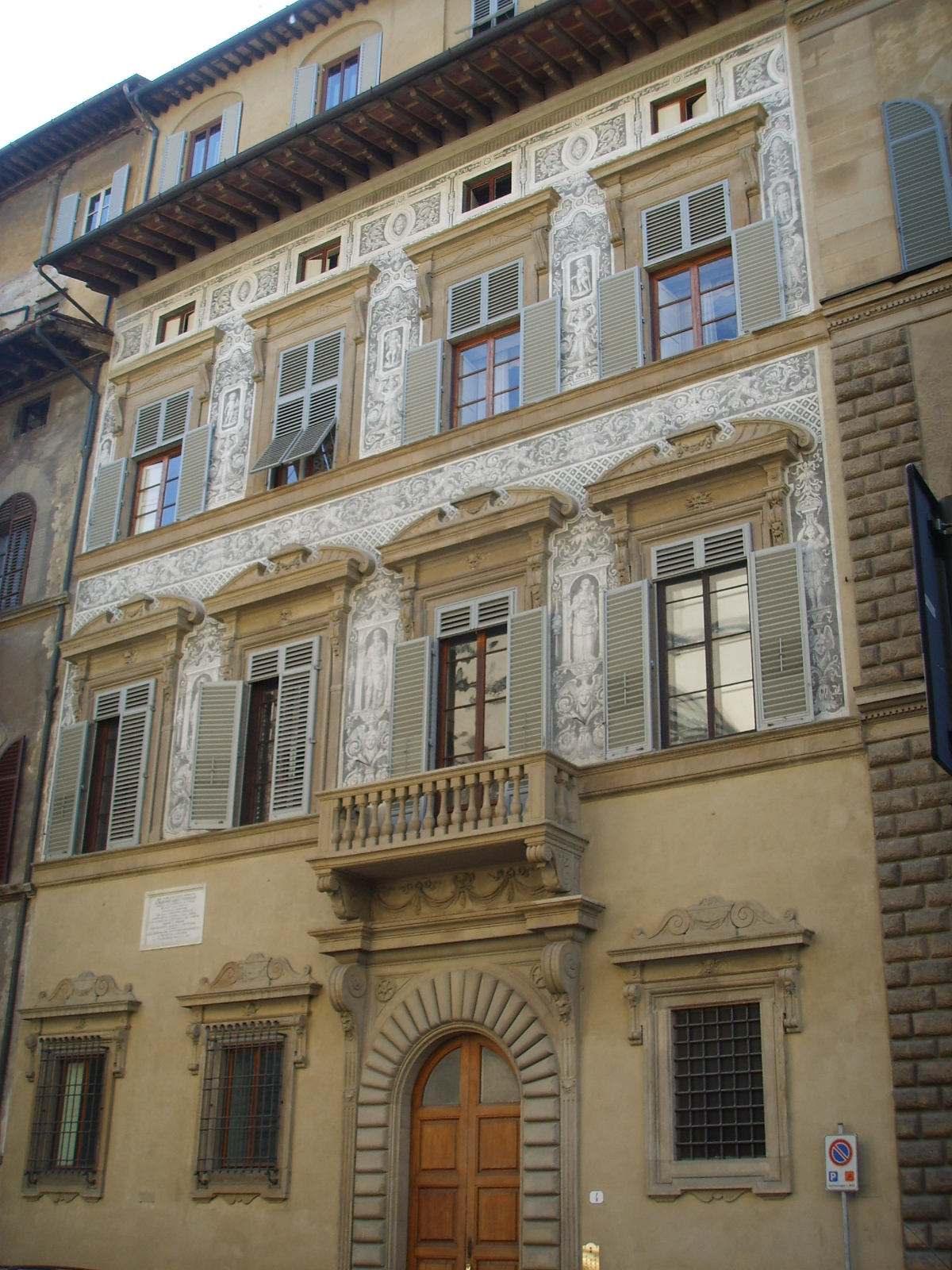
Palazzo Nasi a Firenze

I Nasi furono una famiglia patrizia di Firenze, dal XIV al XVI secolo.

## Storia familiare
Tra le principali d'Oltrarno, vissero nei "popoli" di San Niccolò Oltrarno e Santa Lucia de' Magnoli. Furono mercanti dell'Arte di Calimala e ricoprirono spesso incarichi politici: ebbero in tutto 32 priori, 7 Gonfalonieri di Giustizia e un capitano della Misericordia, che commissionò affreschi perduti nell'oratorio della confraternita. Avevano vari palazzi tra via San Niccolò e via de' Bardi, tra cui il più importante fu palazzo Nasi in piazza dei Mozzi; loro fu anche il palazzo già Quaratesi e un altro palazzo franato, noto per contenere la Madonna del Cardellino di Raffaello, commissionata da Lorenzo Nasi. Per i Nasi lavorarono anche Baccio d'Agnolo e Zanobi Strozzi. Perugino aveva dipinto per il loro altare nella chiesa di Santa Maria Maddalena de' Pazzi (all'epoca chiesa dei frati del Cestello) l'Apparizione della Madonna a san Bernardo, oggi all'Alte Pinakothek di Monaco. 
Ebbero inoltre cappelle in Santo Spirito, in San Niccolò Oltrarno e nella chiesa di San Donnino a Villamagna. Furono proprietari della villa I Cedri, nella zona di Bagno a Ripoli, e di villa Arnina. 
Durante e dopo l'assedio di Firenze ospitarono per un certo tempo nelle loro case le monache di Santa Brigida al Paradiso, fuggite dal loro convento al Bandino fuori dalle mura.